# Jean III de Châteauvillain
Jean III de Châteauvillain, né vers 1310 et mort entre le 31 mars 1355 et le 23 octobre 1355, est seigneur de Châteauvillain, Arc-en-Barrois et Nully au début et au milieu du XIVe siècle. Il est le fils aîné de Jean II de Châteauvillain et de son épouse Marie de Roucy.

## Biographie
À sa mort, son père laisse comme curateur pour ses deux fils encore en bas âge Simon de Choiseul, seigneur d'Augoulevent. Mais à la demande de Jean de Châteauvillain, évêque de Châlons, de Jean V de Pierrepont, comte de Roucy, de Guillaume de Châteauvillain, chanoine à Châlons ainsi que d'autres parents, le roi Philippe le Bel donne par lettre du 12 mars 1313 comme curateurs aux deux enfants leur oncle maternel Jean V de Pierrepont et leur cousin paternel Guillaume de Châteauvillain.
Lors du partage des biens paternels, il hérite des seigneuries de Châteauvillain et d'Arc tandis que son frère puîné, Guillaume de Châteauvillain, obtient celles de Pleurs, qui appartenait auparavant à leur oncle Hugues de Châteauvillain, et de Courcelles,,.
En 1326, il octroie une charte d'affranchissement aux habitants d'Arc, qui sera confirmée deux ans plus tard par le duc Eudes IV de Bourgogne,.
En 1337, il vend au duc de Bourgogne son château de Brémur.
En 1342, lui et son frère Guillaume ont un différend avec l'évêque de Langres Jean des Prez et entrent armés sur les terres de ce prélat. Mais ils durent reconnaitre leurs torts et le pardon leur est accordé par l'évêque au mois de juin,.
Au mois de juin 1342, il est à Arras pour guerroyer sur les frontières de la Flandre aux côtés du duc de Bourgogne, dont il est un membre de son conseil. Il est ainsi un de ses huit exécuteurs testamentaires en 1346 et un de cosignataires du codicille de 1347 modifiant ce testament.
Il meurt entre le 31 mars 1355 et le 23 octobre 1355 et est remplacé par son fils Jean IV de Châteauvillain.

## Mariage et enfants

Blason de la maison de Noyers.

En 1326, il épouse Marguerite de Noyers, fille de Miles X de Noyers, seigneur de Noyers et conseiller du roi de France, et de son épouse Jeanne de Dampierre, avec qui il a trois enfants, :
- Jean IV de Châteauvillain, qui succède à son père comme seigneur de Châteauvillain et d'Arc.
- Jeanne de Châteauvillain, qui succède à son frère comme dame de Châteauvillain.
- Marie de Châteauvillain, qui succède à son frère comme dame d'Arc.